# Sikorsky S-70
O Sikorsky S-70 é um helicóptero utilitário (usado principalmente para transporte) construído pela Sikorsky Aircraft. Desenvolvido para as forças armadas dos Estados Unidos no final da década de 1970, ele é uma variante do UH-60 Black Hawk, o principal helicóptero utilitário multi-função do Exército dos Estados Unidos e da força aérea americana.  O S-70 é usado para fins militares e civis.
|  |

## Utilizadores
- Estados Unidos
- Arábia Saudita
- Colômbia
- México
- Turquia
- Japão (variante Mitsubishi H-60)